# فریان
فریان در گات‌ها، زرتشت برای فریان و خاندانش طلب بخشایش خدائی کرده‌است. وی یکی از بزرگان تورانی است که به زرتشت و آئین وی گرویده‌است. در سایر بخش‌های اوستا و در نامه‌های پهلوی نیز از وی یاد‌شده و افراد خاندانش ستوده شده‌اند. از خاندانش یوشت بسیار مشهور و از ناموران و پارسایان می‌باشد که در یشت پنجم و سیزدهم از وی سخن رفته‌است و سرگذشت او در پهلوی موضوع رسالهٔ مشهور ماتیکان یوشت فریان است.